# Berliner Cricket-Club 1883
Berliner Cricket-Club was een Duitse cricket- en voetbalclub uit Berlijn, opgericht in 1883. 

## Geschiedenis
De club werd opgericht in 1883 als een cricketclub. Ongeveer rond 1893 had de club ook een voetbalsectie en wijzigde de naam in Berliner Cricket und Fußball FC. De club sloot zich zowel bij de voetbalbond DuFCB aan als bij de TuFB. In 1894/95 nam de club aan competities van beide bonden deel maar kon daar geen potten breken. De TuFB werd hierna opgeheven. Het volgende seizoen verloor de club alle veertien competitiewedstrijden. Hierna nam de club terug de originele naam Berliner Cricket-Club aan. In 1896/97 nam de club nog één keer deel aan de competitie en speelde slechts vier wedstrijden, die allen verloren werden.
Verder is er niet bekend hoelang de club nog een voetbalafdeling had, rond 1912 zou de club ook gestopt zijn met cricket. 